# Pelexia hirta
Pelexia hirta är en orkidéart som först beskrevs av John Lindley, och fick sitt nu gällande namn av Rudolf Schlechter. Pelexia hirta ingår i släktet Pelexia och familjen orkidéer. Inga underarter finns listade i Catalogue of Life.